# 2979 Murmansk
2979 Murmansk è un asteroide della fascia principale del diametro medio di circa 26 km. Scoperto nel 1978, presenta un'orbita caratterizzata da un semiasse maggiore pari a 3,1273840 UA e da un'eccentricità di 0,1522933, inclinata di 11,40123° rispetto all'eclittica.
Il nome dell'asteroide è dedicato alla città di Murmansk.

## Letteratura
- Мурманск, малая планета (archiviato dall'url originale il 3 agosto 2016). // Кольская энциклопедия. В 5-и т. Т. 3. Л — О / Гл. ред. В. П. Петров. — Мурманск : РУСМА (ИП Глухов А. Б.), 2013. — 477 с. : ил., портр.